# 佐藤正之 (財務官僚)
佐藤 正之（さとう まさゆき、1964年 - ）は、日本の財務官僚。

## 来歴
東京都出身。1987年東京大学経済学部卒業、大蔵省入省。OECDトレーニー、八代税務署長、外務省在ジュネーブ国際機関日本政府代表部一等書記官、財務省大臣官房参事官（関税局関税課担当）、財務総合政策研究所研究部長、関東財務局総務部長、日本たばこ産業財務副責任者、九州財務局長などを経て、2018年から内閣官房日本経済再生総合事務局次長を務め、アベノミクス成長戦略の取りまとめにあたった。2020年神戸税関長。2023年税務大学校長。

## 略歴
- 1987年4月：大蔵省入省[7]
- 1993年8月：熊本国税局八代税務署長
- 1999年：外務省在ジュネーブ国際機関日本政府代表部一等書記官（WTO交渉担当）[8]
- 2002年：財務総合政策研究所研究部国際交流室長
- 2003年7月：財務省大臣官房企画官
- 2006年7月：中小企業庁経営支援部参事官
- 2008年7月：大臣官房企画官兼大臣官房会計課
- 2010年7月：内閣官房内閣参事官（内閣官房副長官補付）、内閣府政策統括官（経済財政運営担当）付参事官（予算編成基本方針担当）
- 2011年4月：内閣官房内閣参事官（内閣官房内閣総務官室）、内閣府政策統括官（経済財政運営担当）付参事官（地域・企業担当）
- 2011年7月：大臣官房参事官（関税局担当）
- 2013年7月：財務総合政策研究所研究部長兼大臣官房参事官
- 2014年7月：関東財務局総務部長
- 2015年7月：日本たばこ産業財務副責任者
- 2017年7月：九州財務局長
- 2018年6月：大臣官房付兼内閣官房内閣審議官（内閣官房副長官補付）兼内閣官房日本経済再生総合事務局次長
- 2020年7月：神戸税関長
- 2021年7月：大臣官房付
- 2021年9月：原子力損害賠償・廃炉等支援機構理事
- 2023年9月：税務大学校長